# Equitazione ai Giochi della XX Olimpiade
Le competizioni di equitazione dei Giochi della XX Olimpiade si sono svolte nei giorni dal 29 agosto al 9 settembre 1972, in varie sedi a Monaco di Baviera.
Come a Città del Messico 1968 si sono disputate le classiche sei prove.

## Podi
| Evento                                   | Oro                                                                            | Perform. | Argento                                                                   | Perform. | Bronzo                                                                     | Perform. |
| Dressage individuale (dettagli)          | Liselott Linsenhoff                                                            | 1229     | Elena Petuškova                                                           | 1185     | Josef Neckermann                                                           | 1177     |
| Dressage a squadre (dettagli)            | Unione Sovietica Elena Petuškova Ivan Kizimov Ivan Kalita                      | 5095     | Germania Ovest Liselott Linsenhoff Josef Neckermann Karin Schlüter        | 5083     | Svezia Ulla Håkansson Ninna Swaab Maud von Rosen                           | 4849     |
| Concorso completo individuale (dettagli) | Richard Meade                                                                  | 57,73    | Alessandro Argenton                                                       | 43,33    | Jan Jönsson                                                                | 39,67    |
| Concorso completo a squadre (dettagli)   | Gran Bretagna Richard Meade Mary Gordon-Watson Bridget Parker Mark Phillips    | 95,53    | Stati Uniti Kevin Freeman Bruce Davidson John Michael Plumb Jimmy Wofford | 10,81    | Germania Ovest Harry Klugmann Lutz Gössing Karl Schultz Horst Karsten      | -18,00   |
| Salto ostacoli individuale (dettagli)    | Graziano Mancinelli                                                            | 8+0      | Ann Moore                                                                 | 8+3      | Neal Shapiro                                                               | 8+8      |
| Salto ostacoli a squadre (dettagli)      | Germania Ovest Fritz Ligges Gert Wiltfang Hartwig Steenken Hans Günter Winkler | 32,00    | Stati Uniti William Steinkraus Neal Shapiro Kathy Kusner Frank Chapot     | 32,25    | Italia Vittorio Orlandi Raimondo D'Inzeo Graziano Mancinelli Piero D'Inzeo | 48,00    |

## Medagliere
| Posizione | Paese            |   |   |   | Totale |
| --------- | ---------------- | - | - | - | ------ |
| 1         | Germania Ovest   | 2 | 1 | 2 | 5      |
| 2         | Gran Bretagna    | 2 | 1 | 0 | 3      |
| 3         | Italia           | 1 | 1 | 1 | 3      |
| 4         | Unione Sovietica | 1 | 1 | 0 | 2      |
| 5         | Stati Uniti      | 0 | 2 | 1 | 3      |
| 6         | Svezia           | 0 | 0 | 2 | 2      |
| Totale    | Totale           | 6 | 6 | 6 | 18     |